# Edward Cherleton, 5. Baron Cherleton

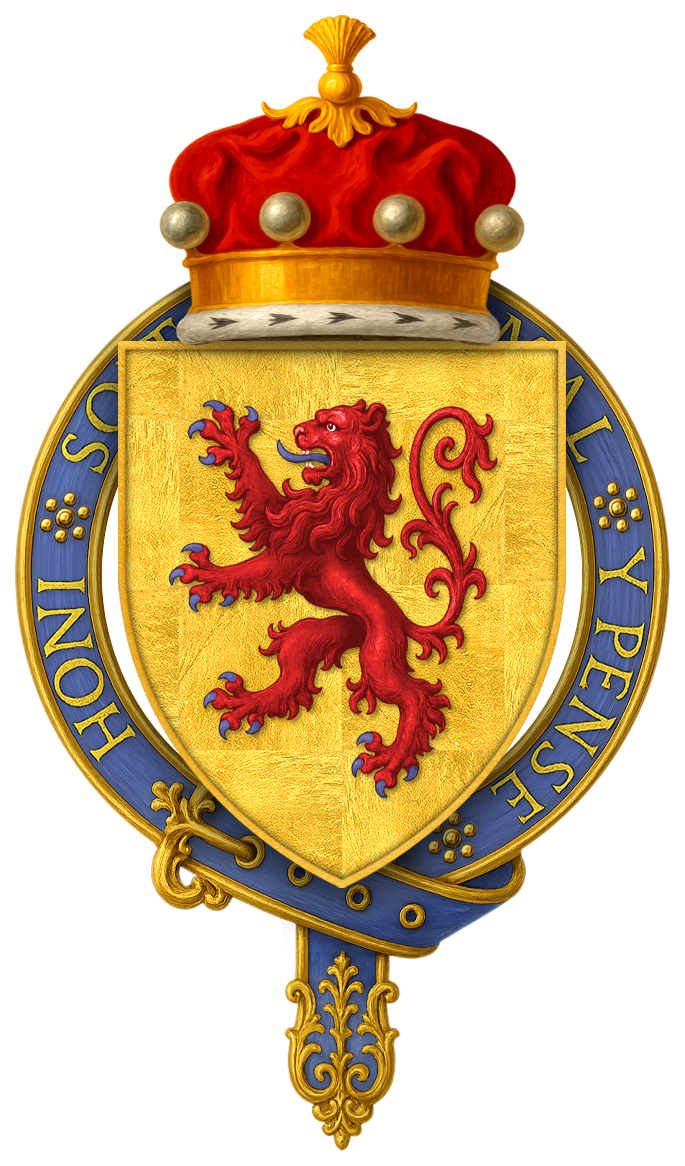
Wappen von Edward Cherleton als Ritter des Hosenbandordens

Edward Cherleton, 5. Baron Cherleton KG (auch Charlton; * um 1370; † 14. März 1421) war ein englischer Marcher Lord. Er gehört zu den Marcher Lords, die am meisten Anteil an der Niederschlagung der Rebellion von Owain Glyndŵr hatten.

## Herkunft und erste Ehe
Edward Cherleton war ein jüngerer Sohn von John Cherleton, 3. Baron Cherleton († 1374) und dessen Gattin Joan de Stafford, einer Tochter von Ralph de Stafford, 1. Earl of Stafford. Um Juni 1399 heiratete er Alianore (auch Eleanor), die Witwe von Roger Mortimer, 4. Earl of March und Tochter von Thomas Holland, 2. Earl of Kent und Alice FitzAlan. Sie brachte ihr Wittum, das Usk Castle und Caerleon Castle in Südwales mit den dazugehörenden Herrschaften umfasste, mit in die Ehe. Als Henry Bolingbroke im Sommer 1399, wenige Wochen nach der Heirat von Cherleton und Alianore, den bisherigen König Richard II. stürzte, zog er von Bristol nach Südwales, um dort die Güter von Alianore, die die Tochter eines seiner Feinde war, zu plündern. Cherleton gelang es, sich rechtzeitig zu unterwerfen, so dass Usk und Caerleon nicht geplündert wurden. Er begleitete Bolingbroke, als dieser über Chester den nach Nordwales geflüchteten König Richard verfolgte. In der Folge wurde er ein Vertrauter von Bolingbroke, der als Heinrich IV. neuer König wurde. Cherletons erste Frau starb am 23. Oktober 1405 im Kindbett, doch da Cherleton weiterhin Vormund für Anne und Eleanor, ihre Töchter aus erster Ehe, blieb, durfte er bis zu ihrer Volljährigkeit ihr Wittum behalten. Über die Witwengüter seiner ersten Frau hatte Cherleton den aus Usk stammenden Chronisten Adam of Usk kennen gelernt. Adam of Usk lebte einige Jahre als Kaplan unter Cherletons Schutz in Welshpool, worauf er ihn in seiner Chronik lobend erwähnt.

## Rolle während der Rebellion von Owain Glyndŵr
Nach dem Tod seines älteren Bruders John, der 1401 kinderlos gestorben war, erbte er die walisische Herrschaft Powys Wenwynwyn sowie den Titel Baron Cherleton, was ihm am 26. November bestätigt wurde. Zu dieser Zeit hatte die Rebellion von Owain Glyndŵr weite Teile von Wales erfasst. Bereits 1400 hatten die Rebellen Welshpool geplündert, das Zentrum von Cherletons Herrschaft. Cherleton mangelte es an den nötigen Truppen oder Finanzen, so dass 1402 auch seine Burgen Usk und Caerleon von den Rebellen erobert wurden. Zwar war er vermutlich im nächsten Jahr wieder im Besitz der beiden Städte, doch bat er dringend den Rat der Welsh Marches, um die dürftigen Besatzungen der walisischen Burgen zu verstärken. Da der Rat dieser Bitte nicht folgte, musste er einen eigenen Waffenstillstand mit den Rebellen schließen, was ihm der Rat widerstrebend genehmigen musste. Im Juni 1406 schlug Cherleton den Earl of Northumberland und Baron Bardolf, die sich mit ihren Truppen den Rebellen anschließen wollten. Im November 1406 erreichte er, dass der König seine walisischen Untertanen, die sich ihm unterworfen hatten, begnadigte. Die Charta, die Cherleton im Juni 1406 Welshpool gewährt hatte, zeigte aber, dass er vielen Walisern misstraute. Um 1407 wurde er in den Hosenbandorden aufgenommen. Obwohl die Rebellen um Owain Glyndŵr um diese Zeit schwere Rückschläge erlitten hatten, waren sie noch nicht geschlagen. Zusammen mit Siôn Trefor unternahm Glyndŵr 1409 einen Angriff auf die Besitzungen von Cherleton, doch keine seiner Burgen fiel in die Hände der Rebellen. Schließlich brach die Rebellion in den nächsten Jahren zusammen, und am 10. März 1414 konnte Chaerleton die Kapitulation zahlreicher Rebellen bei Bala, unweit des ehemaligen Herrenhauses von Owain Glyndŵr entgegennehmen.

## Ergreifung von John Oldcastle
Im Januar 1414 flüchtete der Lollarde und Rebell Sir John Oldcastle in die Welsh Marches. Auf seine Ergreifung hatte der König eine hohe Belohnung ausgesetzt, so dass Cherleton schließlich mit der aktiven Verfolgung des Rebellen begann. Im Oktober 1417 konnte eine Gruppe von Cherletons walisischen Gefolgsleuten unter Führung von Gruffudd Vaughan Oldcastle 1417 auf einem abgelegenen Bauernhof auf Cherletons Besitzungen aufspüren und überwältigen. Oldcastle wurde zunächst in Powis Castle inhaftiert, bevor er zu seiner Verurteilung und Hinrichtung nach London gebracht wurde. 1419 konnte Cherleton seinen walisischen Gefolgsleuten ihren Anteil an der Belohnung übergeben.

## Ehen und Nachkommen
Mit seiner ersten Frau Alianore hatte er zwei Töchter:
- Joan de Cherleton (um 1400–1425) ⚭ John Grey, Graf von Tancarville
- Joyce de Cherleton (um 1403–1446) ⚭ John Tiptoft, 1. Baron Tiptoft

Nach ihrem Tod 1405 heiratete er vor 1408 Elizabeth Berkeley, eine Tochter von Sir John Berkeley von Beverstone in Gloucestershire. Diese Ehe blieb kinderlos. Da er damit keine männlichen Nachkommen hatte, wurden nach seinem Tod seine Besitzungen zwischen seinen Töchtern aufgeteilt, der Titel Baron Cherleton fiel in Abeyance. Seine Witwe heiratete in zweiter Ehe John Sutton, 1. Baron Dudley.